# This Left Feels Right
This Left Feels Right es el decimoprimer disco de Bon Jovi y el décimo cuarto de Jon Bon Jovi. El álbum es un recopilatorio en versión acústica de sus éxitos anteriores. Fue lanzado el 4 de noviembre de 2003 y ha vendido más de un millón de copias a nivel mundial.

## Lista de canciones
- "Wanted Dead Or Alive" - 3:44
- "Livin' On A Prayer" (con Olivia d'Abo) - 3:42
- "Bad Medicine" - 4:30
- "It's My Life" - 3:43
- "Lay Your Hands On Me" - 4:30
- "You Give Love A Bad Name" - 3:31
- "Bed Of Roses" - 5:40
- "Everyday" - 3:46
- "Born To Be My Baby" - 5:30
- "Keep The Faith" - 4:12
- "I'll Be There For You" - 4:23
- "Always" - 4:20

### Bonus Tracks
- "The Distance" (en vivo, 19 de enero de 2003 en Yokohama, Japón) - 5:54
- "Joey" (en vivo, 19 de enero de 2003 en Yokohama, Japón) - 5:23

## Certificaciones
| País                       | Certificación | Ventas por certificado |
| -------------------------- | ------------- | ---------------------- |
| Alemania (BVMI)            | Oro           | 100.000                |
| Austria (IFPI Austria)     | Oro           | 15.000                 |
| Canadá (CRIA)              | Oro           | 50.000                 |
| Dinamarca (IFPI Dinamarca) | Oro           | 10.000                 |
| Japón (RIAJ)               | Oro           | 100.000                |
| España (PROMUSICAE)        | Oro           | 50.000                 |
| Reino Unido (BPI)          | Plata         | 60.000                 |
| Suiza (IFPI Suiza)         | Oro           | 20.000                 |